# Точка G
Точка G, или зона Грефенберга была предположена в 1950-х годах немецким гинекологом Эрнстом Грэфенбергом. Он утверждал, что это небольшая часть передней стенки влагалища, расположена на глубине 2,5—7,6 см, за лобковой костью и уретрой, аналог предстательной железы у мужчин, но позже её существование как отдельного органа было опровергнуто многими научными исследованиями. Данные разных исследователей противоречивые и поныне.

## Критика в научной среде

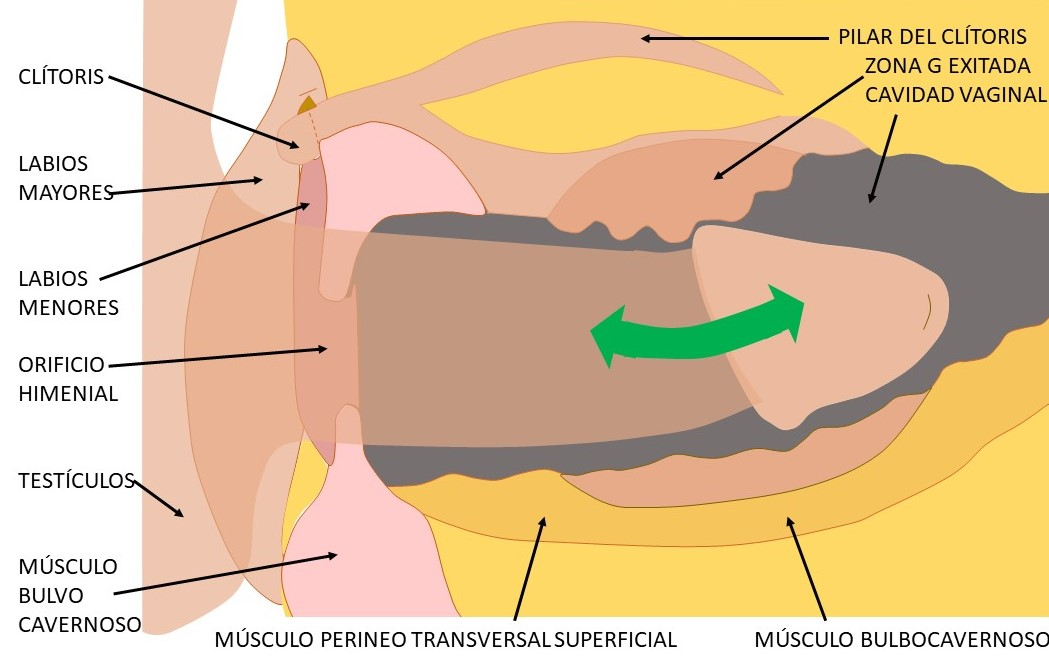
Стимулирование точки G («zona G exitada») венчиком головки полового члена во время коитуса

Анатомически влагалище женщины является частью родовых путей, поэтому почти лишено нервных окончаний, которые есть в малых половых губах и особенно в клиторе. Это вполне целесообразно: излишняя чувствительность влагалища сделала бы роды невозможными. Отсутствие чувствительности позволяет безболезненно проводить операции на влагалище и шейке матки без наркоза.
Степень чувствительности внутри влагалища настолько невысока, что менее 14 % женщин вообще способны почувствовать, что к стенкам влагалища прикасались. На этом принципе построено использование гигиенических тампонов — многие женщины не чувствуют их внутри себя. Некоторые женщины даже забывают извлекать тампон после окончания менструального периода, что может привести к токсическому шоку.
Итальянскими исследователями Винченцо и Джулией Пуппо, чей труд «Anatomy of Sex: Revision of the New Anatomical Terms Used for the Clitoris and the Female Orgasm by Sexologists» был опубликован в журнале Clinical Anatomy, подчёркивается, что наличие «точки G» так и не было научно доказано, а так называемый «вагинальный оргазм» является продуктом социального давления и не существует в природе, поскольку за оргазм у женщин, как и у мужчин, отвечает «эрективный орган» — то есть клитор.
Обширное исследование на тему женской сексуальности было проведено учёными из Королевского колледжа Лондона. В нём приняли участие 1804 женщины-близнеца в возрасте от 23 до 84 лет, которым исследователи предложили ответить на вопросы, касающиеся скопления нервных окончаний на передней стенке влагалища. Исследователи обратили своё внимание на близнецов, полагая, что если одна из сестёр сообщит о том, что ей удалось обнаружить G-точку, то о подобном открытии сможет сообщить и её сестра. Однако ответы близнецов не совпадали. «Многие женщины могут нам возразить и сказать, что им удалось найти G-точку благодаря упорным тренировкам и особой диете, однако не существует никаких реальных доказательств того, что она на самом деле существует. Это лишь субъективные ощущения», — говорит профессор Тим Спектор, один из авторов исследования.
Позиция многих урологов по поводу точки G состоит в том, что в районе данной точки у некоторых женщин возможна усиленная стимуляция ветвей клитора, однако отдельного органа в данной зоне нет (в данной анатомической топологии прилежат к стенкам влагалища ножки клитора, луковица преддверия и луковично-губчатая мышца).